# Carmen Jucuma
Carmen Jucuma är en ort i Mexiko.   Den ligger i kommunen Amatán och delstaten Chiapas, i den sydöstra delen av landet, 700 km öster om huvudstaden Mexico City. Carmen Jucuma ligger 471 meter över havet och antalet invånare är 278.
Terrängen runt Carmen Jucuma är kuperad åt nordost, men åt sydväst är den bergig. Runt Carmen Jucuma är det ganska tätbefolkat, med 75 invånare per kvadratkilometer. Närmaste större samhälle är Teapa, 17,6 km norr om Carmen Jucuma. Omgivningarna runt Carmen Jucuma är en mosaik av jordbruksmark och naturlig växtlighet.